# Dromedarerne i Djævlens Have
Dromedarerne i Djævlens Have er en dansk oplysningsfilm fra 2011 instrueret af Lene Kjær Jensen og Celine Deela.

## Handling
I et af de mest barske og golde områder i verden, midt i Saharas ørken, lever dromedarejeren Miin i en af de vestsahariske flygtningelejre. I filmen oplever vi Miins afhængighed og kærlighed til det helt unikke dyr dromedaren. Miin er efter krigens afslutning blevet arbejdsløs. Han drager derfor til Timbuktu, og køber sine første dromedarer. Miin fortæller om hans magiske tur gennem Saharaørkenen, hvor han guider efter solen og stjernerne, og ofrer en dromedar da han med guds hjælp finder en oase. Det er Miins startskud som dromedarejer. Ifølge Miin er dromedaren et nærmest guddommeligt dyr. Den har evner til at opfatte fænomener, som er udenfor menneskets forståelse; den farer aldrig vild, har en helt ufattelig evne til at finde vandhuller, og kan mærke når der er sandstorme eller regnvejr på vej. Den er et af de eneste dyr, der kan overleve under de ekstremt barske omstændigheder, og derfor er det vestsahariske folk i flygtningelejren dybt afhængige af at spise dens kød, drikke dens mælk og bruge den til transport. Vi møder en mand, der mod alle ods, har formået at skabe et godt liv i en flygtningelejr, ved hjælp af den fantastiske dromedar. Filmen er en mands hyldest til dette næsten overnaturlige dyr.